# Fonds der Wiener Kaufmannschaft
Die Geschichte des Fonds der Wiener Kaufmannschaft ist eng mit der Entstehung der Wiener Wirtschaftskammer verbunden. In seiner heutigen Form wurde der Fonds 1952 als Non-Profit-Organisation gegründet: Das bedeutet, dass ein mit eigener Rechtspersönlichkeit ausgestattetes Vermögen unter der Aufsicht der Fondsbehörde und der Kontrolle der Wirtschaftskammer Wien gemäß den Statuten durch den Fonds der Wiener Kaufmannschaft verwaltet wird. Er ist im Stiftungs- und Fonds-Register des Bundesministeriums für Inneres eingetragenen Fonds gelistet.
Der Fonds hat die Aufgabe, Bildungseinrichtungen zu betreiben und sozialen Zwecken zu dienen. Als zweitgrößter privater Schulerhalter in Wien – größter ist die katholische Kirche – betreibt er sechs Standorte der Vienna Business School mit einem breiten Angebot an wirtschaftsnahen Ausbildungszweigen. Der Fonds setzt sich auch für ein selbst bestimmtes Leben nach der Erwerbstätigkeit ein und betreibt die Park Residenz Döbling, eine Seniorenwohnanlage nahe dem Türkenschanzpark in Wien-Döbling.

## Angebote

### Vienna Business School
Das Ausbildungsangebot der Vienna Business School reicht von sechs Handelsakademien und Handelsschulen über zwei HAK Plus, seit September 2023 zwei JusHAK und zwei Aufbaulehrgängen. Darüber hinaus gibt es eine breite Palette an Zusatzangeboten, beispielsweise individuelles Coaching, auch sieben Fremdsprachen werden angeboten.
Die Standorte:
- 1010 Wien, Akademiestraße 12
- 1020 Wien, Untere Augartenstraße 9
- 1080 Wien, Hamerlingplatz 5–6
- 1080 Wien, Schönborngasse 3–5
- 1210 Wien, Franklinstraße 24
- 2340 Mödling, Maria-Theresien-Gasse 25

### Park Residenz Döbling
In der Park Residenz Döbling finden rund 400 Seniorinnen und Senioren ein Zuhause. Die Wohnungen stehen nicht nur für ehemals Wirtschaftstreibende offen, sondern für alle Interessierten. Angeboten werden vorrangig Einzelappartements und Studios sowie Doppel-Appartements. Weiters ist betreutes Kurzzeitwohnen möglich, beispielsweise für befristete Zeiträume nach Spitalsaufenthalten, um danach wieder in die eigenen vier Wände zurückzukehren.
Die Park Residenz Döbling befindet sich in Wien 19, Hartäckerstraße 45.

## Beteiligungen
Weiters ist der Fonds der Wiener Kaufmannschaft neben der Wirtschaftskammer Wien Hälftegesellschafter der Fachhochschule Wien der Wirtschaftskammer Wien.

## Geschichte

### Als Schule
Die erste kaufmännische Schule im deutschsprachigen Raum wurde 1857 gegründet. Es handelte sich um die heutige Vienna Business School Akademiestraße.
Nach dem Ersten Weltkrieg gingen 1921 die „Neue Wiener Handelsakademie“ am Hamerlingplatz, 1925 die „Wiener Handelsakademie für Mädchen“ in der Hollandstraße und schließlich 1926 die „Wiener Handelsakademie“ am Karlsplatz in den Besitz des Gremiums über. Alle Schulen dienten auch der Fortbildung der im Beruf stehenden Kaufleute und Angestellten. Heute führt der Fonds der Wiener Kaufmannschaft Schulen an fünf Standorten in Wien und einen in Mödling.
Seit einer Neupositionierung 1997 vereint die Dachmarke „Vienna Business School“ die Handelsakademien und Handelsschulen der Wiener Kaufmannschaft. Mehr als 3.600 Schülerinnen und Schüler erhalten jährlich eine exzellente Basis für ihre berufliche Zukunft an der Vienna Business School – der „Kaderschmiede der Wirtschaft“. 2007 wurde der Vienna Business Circle – das Absolventen-Netzwerk der Vienna Business School – gegründet.

### Als Pflegeeinrichtungen
Zur Errichtung von Waisenhäusern wurde 1861 ein Fonds mit der Bezeichnung „Waisenstiftung der Wiener Kaufmannschaft“ gegründet.
Am 1. Juni 1874 wurde das erste eigene Krankenhaus der Kaufmannschaft in der Siebenbrunnengasse eröffnet. 1909 errichtete das Gremium der Wiener Kaufmannschaft eine neue, moderne „Privatkrankenanstalt des Wiener Handelsstandes“ im 19. Bezirk und erbaute 1912 auf einem Grundstück im 19. Bezirk der bestehenden „Privatkrankenanstalt“ das „Sanatorium der Wiener Kaufmannschaft“. Heute befindet sich darin die Universität für Bodenkultur.
Im Jahre 1958 wurde ein Altersheim für ehemalige Kaufleute im 19. Bezirk eröffnet. Das Haus verfügte mit Ausnahme von elf Zweibettzimmern für Ehepaare ausschließlich über Einzelräume. 1968 wurde ein Zubau eröffnet. 1987 wurde von der Wirtschaftskammer Wien gemeinsam mit dem Fonds der Wiener Kaufmannschaft der Beschluss gefasst, ein neues Seniorenwohnheim zu errichten. Am 30. September 1992 wurde die Seniorenwohnanlage der Wiener Kaufmannschaft festlich eröffnet. Bereits 1997 musste auf Grund des wachsenden Bedarfs die Seniorenwohnanlage um einen weiteren Trakt vergrößert werden. 2007 wurde die Seniorenwohnanlage der Wiener Kaufmannschaft in Park Residenz Döbling umbenannt.
2015 wurde ein weiterer Zubau realisiert: Mit „Parkview 19“ entstanden 32 neue Panorama-Appartements mit Blick in Richtung Hugo-Wolf-Park und Kahlenberg.

### Als Organisation
Am 24. Dezember 1863 errichteten Wiener Kaufleute eine Genossenschaft mit dem Titel Gremium der Wiener Kaufmannschaft – hauptsächlich zu dem Zweck, sozialpolitische Initiativen zu setzen. Als erstes Versammlungshaus der Kaufleute ist vermutlich das Waghaus auf dem Haarmarkt anzusehen. Es stand schon seit dem 13. Jahrhundert unter gemeinsamer Verwaltung der Kaufleute und Krämer. Aus Platzmangel war ein Neubau notwendig geworden. Präsident Leopold Pollack wählte im Jahre 1900 die Parzelle Lothringerstraße/Schwarzenbergplatz als geeignetes Grundstück aus.
Mit dem Bau des Hauses der Wiener Kaufmannschaft wurde 1902 begonnen. Um das Ensemble des Platzes zu wahren – der Bau war eingebunden zwischen der neuen Ringstraße und ihren Prachtbauten sowie der Karlskirche und dem Palais Schwarzenberg – wurde im modernen Barockstil österreichischer Prägung, nach Entwürfen der Architekten Ernst von Gotthilf und Oskar Neumann gebaut. Das neue Haus der Wiener Kaufmannschaft wurde am 7. November 1903 durch Kaiser Franz Joseph feierlich eröffnet.

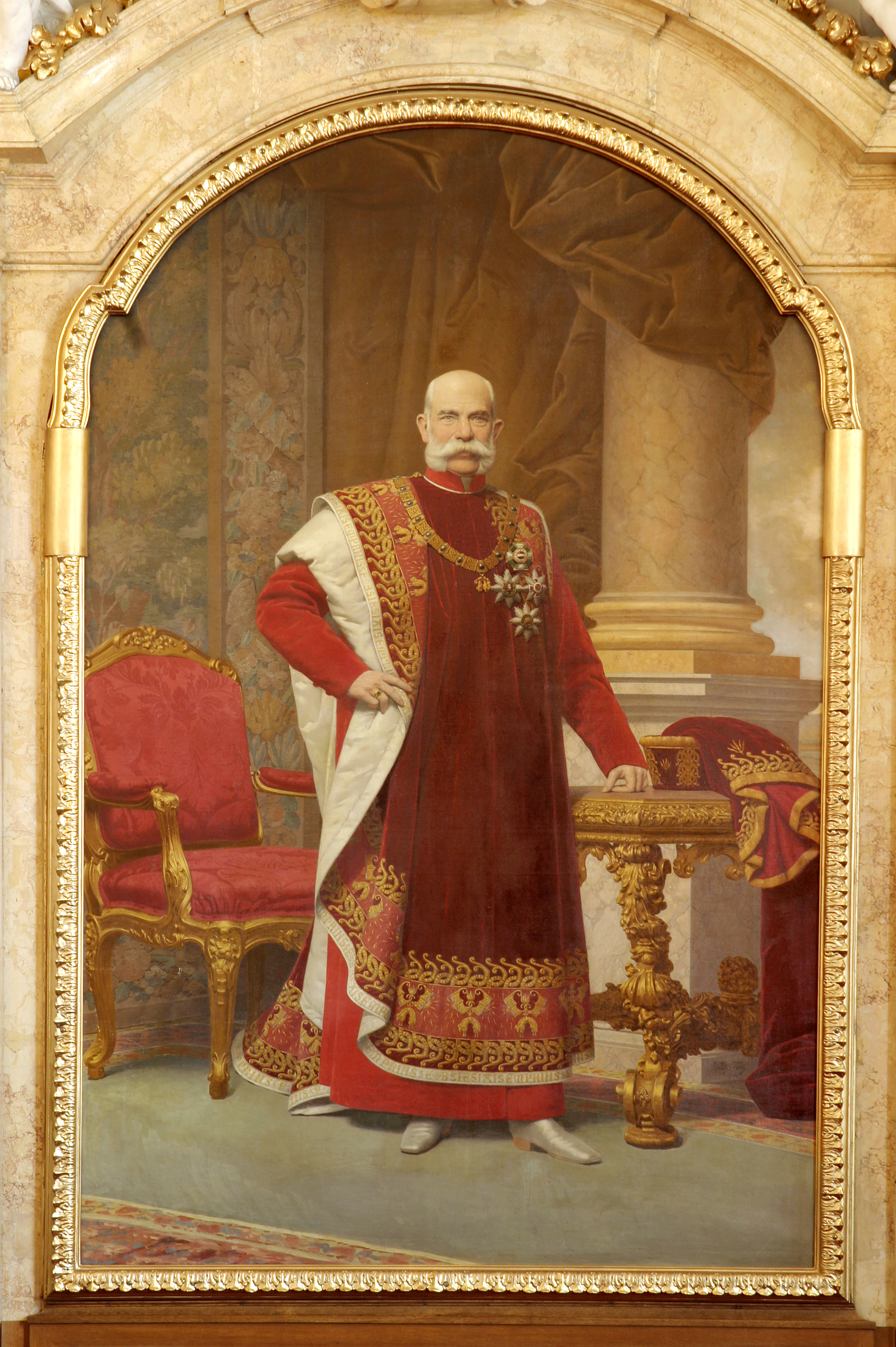
Kaiser Franz Joseph 1903 bei der Eröffnung des Hauses der Wiener Kaufmannschaft am Wiener Schwarzenbergplatz. Das Gemälde des Kaisers ziert den Festsaal des Hauses.

1938 verleibte sich die Einzelhandelsgruppe Berlin das Haus ein. Zwischen 1938 und 1945 wird das „Gremium der Wiener Kaufmannschaft“ in die „Buchkaufmannschaft“ und „Kleinkaufmannschaft Wiens“ umgewandelt. Im drauf folgenden Jahr werden die Buch- und Kleinkaufmannschaft aufgelöst, bis Kriegsende tritt die „Gauwirtschaftskammer“ an ihre Stelle.
Von 1945 bis 1950 war es Sitz der UN-Flüchtlingsorganisation IRO. Nach dem Krieg nahm Rudolf Kristofics-Binder, Obmann der Sektion Handel der Wirtschaftskammer Wien, das Haus am Schwarzenbergplatz wieder für die Kaufmannschaft in Besitz: „Nun tritt wieder der Wiener Handel in seine Rechte in diesem Hause. Es geschieht dies zu einer Zeit, deren allgemeine Entwicklungstendenzen der Kaufmannschaft nicht mehr geneigt sind. Der Handel hat aber schon schwere Krisen in seiner Geschichte erfolgreich überwunden, darum meine Kollegen, rufe ich Ihnen zu: niemals im Kampfe erlahmen, niemals die Hoffnung auf eine bessere Zukunft aufgeben!“…

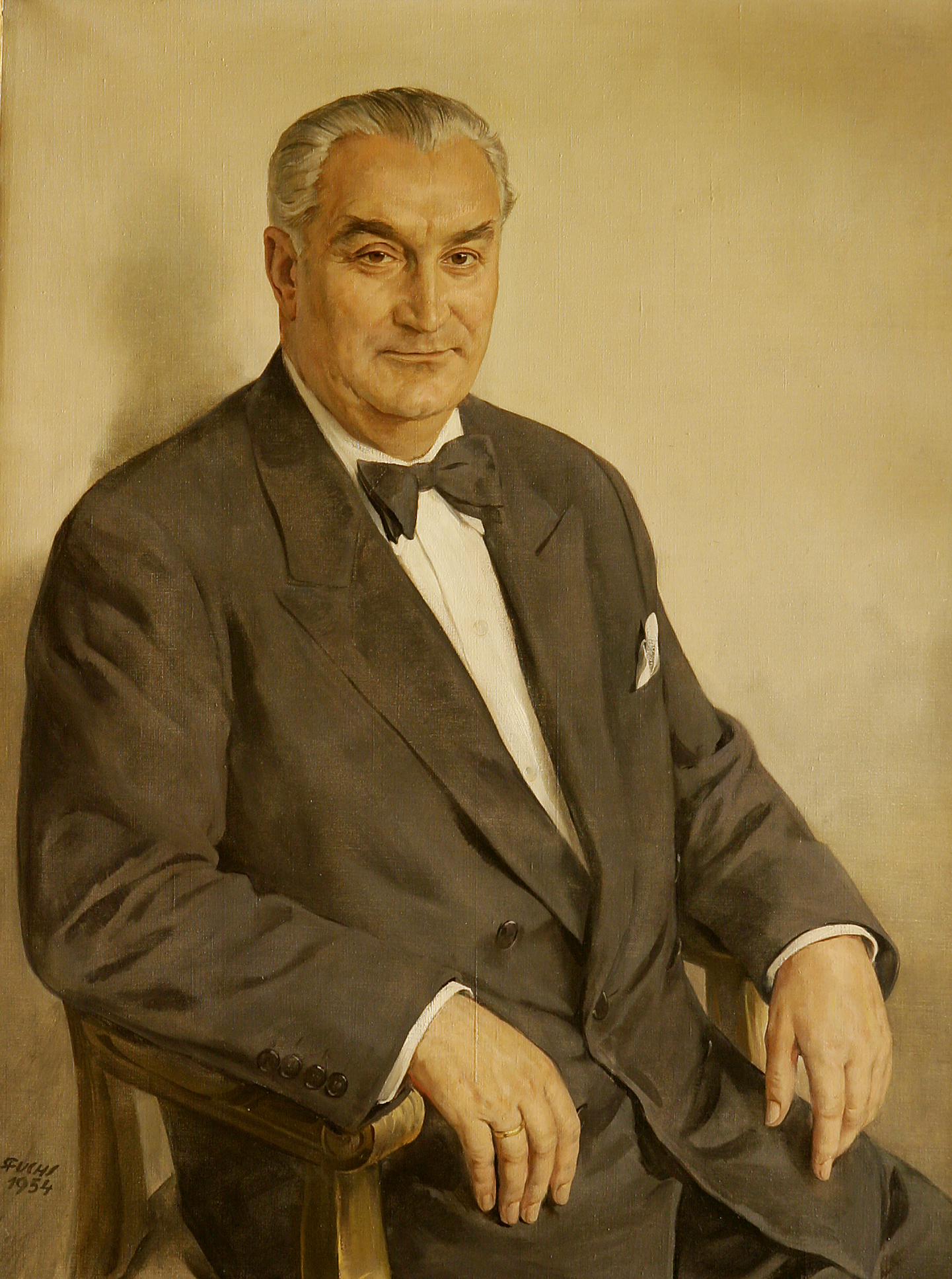
Rudolf Kristofics-Binder, Obmann der Sektion Handel der Wirtschaftskammer und erster Präsident des Fonds der Wiener Kaufmannschaft

Am 8. April 1952 wird der Fonds der Wiener Kaufmannschaft mit dem Zweck der Wiedererrichtung der von früheren Gremien der Wiener Kaufmannschaft begründeten Wohlfahrts- und Bildungsinstitutionen, die dem Wohle aller Angehörigen des Wiener Handelsstandes gewidmet waren, gegründet.

## Absolventen der Schulen
Viele namhafte Persönlichkeiten sind Absolventen der Schulen des Fonds der Wiener Kaufmannschaft wie der Wiener Bürgermeister Michael Ludwig, Kurt Mann, Rainer Trefelik, Günter Bergauer, Thomas Blaguss, Susanne Höllinger oder auch Gertraud Jesserer, Karl Farkas, Heinz Marecek u. v. m.

## Organe

### Präsidenten
| 1952–1955             | Rudolf Kristofics-Binder            |
| 1955–1967             | Otto Mitterer                       |
| 1968–1987             | Erich Ebert                         |
| 1988–1992             | Walter Nettig                       |
| 1992-05.1995          | Kurt Ehrenberger                    |
| 06.1995 – 12.2003     | Fritz Aichinger                     |
| 1.1.2004 – 22.1.2005  | Heinz Leo Havelka                   |
| 24.6.2005 – 16.4.2015 | Rainer Trefelik                     |
| 3.6.2015 – lfd.       | Helmut Schramm (seit 2019 Vorstand) |

### Leitende Sekretäre, Leitende Beamte, Geschäftsführer des Fonds
| 1952–1965             | Hans Wollinger                                         |
| 1966–1977             | Karl Seiter                                            |
| ab April 1977–1982    | Jakob Wolf, Marga Hubinek (verantwortlich für Schulen) |
| 1983–1988             | Marga Hubinek                                          |
| 1989 – Mai 2003       | Hans Hnidek (Geschäftsführer)                          |
| Mai 2003 – Sept. 2003 | Rudolf Thron (inter. GF)                               |
| September 2003 – lfd. | Martin Göbel (seit 2019 Vorstand)                      |